# Planty (Kalisz)
Planty Miejskie w Kaliszu – planty w Kaliszu, w Śródmieściu, na północno-zachodnim krańcu kaliskiej starówki, pomiędzy ul. Babiną i Parczewskiego. Mają około 700 metrów długości i 30-60 m szerokości. 
Planty powstały po zasypaniu na początku lat 40. XX wieku kanału Babinka. Dokonali tego okupanci hitlerowscy poprzez wsypanie do niego gruzu z domów dzielnicy żydowskiej jak i zatopienie w nim tysięcy książek pochodzących z polskich i żydowskich bibliotek publicznych. Na pamiątkę tego wydarzenia 11 maja 1978 postawiono tutaj według projektu Władysława Kościelniaka rzadko spotykany w Polsce monument poziomy - pomnik Książki.